# ジャンクション24
『ジャンクション24』（ジャンクション トゥエンティーフォー）とは宝塚歌劇団によって制作された舞台作品。花組公演。形式名は「グランド・ショー」。宝塚・東京は24場。作・演出は草野旦。宝塚・東京における併演作品は『ヴェネチアの紋章』、地方公演・福岡公演は『小さな花がひらいた』。

## 公演期間と公演場所
- 1991年6月28日 - 8月6日　宝塚大劇場[1]
- 1991年11月3日 - 11月29日　東京宝塚劇場[2]

- 1992年4月14日 - 4月29日　地方公演[3]（4月14日・一宮、15日・瀬戸、17日・多摩、18日・市川、19日・大宮、21日・静岡、22日・新城、24日・四日市、25日・半田、26日・大津、28-29日・広島）
- 1992年5月1日 - 5月5日　福岡市民会館[3]

## 解説
※『宝塚歌劇100年史（舞台編）』の宝塚大劇場公演参考。
"JUNCTION（ジャンクション）"とは、接合、接続、接合点などの意味をもつ言葉。大きな道が交差し、たくさんの汽車が乗り込んでくる大都市。そんな大都市の24時間（一日）をイメージし、その中でも悲喜こもごも、出会いと別れ、また再開・・・人生のあらゆる縮図が集まってくる「駅」をテーマにしたショー作品。第7場から8場の「センチメンタル、ドリーム」のシーンは、主役である大浦みずき自らの振付による場面である。

## スタッフ（宝塚・東京）
※氏名の後ろに「宝塚」、「東京」の文字がなければ両劇場共通。
- 作曲・編曲：寺田瀧雄[1]・吉田優子[1]・高橋城[1]
- 音楽指揮：橋本和明（宝塚[1]）、伊沢一郎（東京[2]）
- 振付：羽山紀代美[1]・名倉加代子[1]・ジム・クラーク[1]・尚すみれ[1]・大浦みずき[1]
- 装置：大橋泰弘[1]
- 衣装：任田幾英[1]
- 照明：今井直次[1]
- 小道具：万波一重[1]
- 効果：中屋民生[1]
- 音響監督：松永浩志[1]
- 演出補：中村暁[1]
- 演出助手：中村一徳[1]・谷正純[1]
- 舞台進行：川口俊一[1]
- 制作：飯島健[1]
- 製作担当：長谷山太刀夫（東京[2]）

## 主な配役

### 宝塚・東京
- シンガー、ドリーム・ボーイS、ステファン、エバー・グリーン、ラストダンス - 大浦みずき[1]
- レディ、ドリーム・ガールS、ラスト・ダンス - ひびき美都[1]
- ドリーム・ボーイA、ラバー、エバー・グリーン（過去）、シンガー - 安寿ミラ[1]
- レッド、パッセンジャー男A、シンガー - 真矢みき[1]
- カッパライ、ドル・キラー女、クルー - 北小路みほ[1]
- グレン、ドル・キラー男、クルー - 未沙のえる[1]
- ユーディー、シルバー・キラー - 磯野千尋[1]
- ドリーム・ガール、ジャズ・レディ、シンガー - 峰丘奈知[1]
- ベニー、シルヴァー、キラー女 - 舵一星[1]
- ジャズの精、ジャズ・レディー - 夏目佳奈[1]
- ラバー - 詩乃優花[1]
- ジャズの精 - 香坂千晶[1]
- ジャズ・フェアリー - 華陽子[1]
- ジャズ・レディ - 橘沙恵[1]
- トミー - 紫吹淳[1]
- チャーリー - 匠ひびき[1]
- リズ - 森奈みはる[1]
- カゲソロ - 真園ありす[1]

### 地方公演・福岡公演
- 踊る男S、ステファン、ガロ、デュエット - 安寿ミラ[3]
- 踊る男、レッド、ルダリ、シンガー - 真矢みき[3]
- 踊る女、デュエット - 森奈みはる[3]
- ジャズ・フェアリー、リリー - 華陽子[3]
- 歌手 - 峰丘奈知[3]
- ラバー - 真琴つばさ[3]